# 인천동명초등학교
인천동명초등학교는 대한민국 인천광역시 동구에 있는 사립 초등학교이다.

## 학교 연혁
- 1930. 09. 10 동명학원 창립(창립자:박창례, 이옥녀)
- 1939 일제의 강압으로 동명이라는 이름을 소화강습회로 명칭 변경
- 1945. 08. 15 동명으로 명칭복구
- 1946. 03. 01 국민학교로 승격개교
- 1957. 11. 17 학교 법인 동명학원이 경영
- 2008. 09. 01 제9대 이은갑 이사장 취임
- 2013. 02. 15 제68회 졸업식(총6482명)
- 2013. 09. 01 제7대 조일권 교장 취임

## 참고 자료
- 인천동명초등학교 - 한국교육학술정보원 학교알리미